# Gartow (gemeindefreies Gebiet)

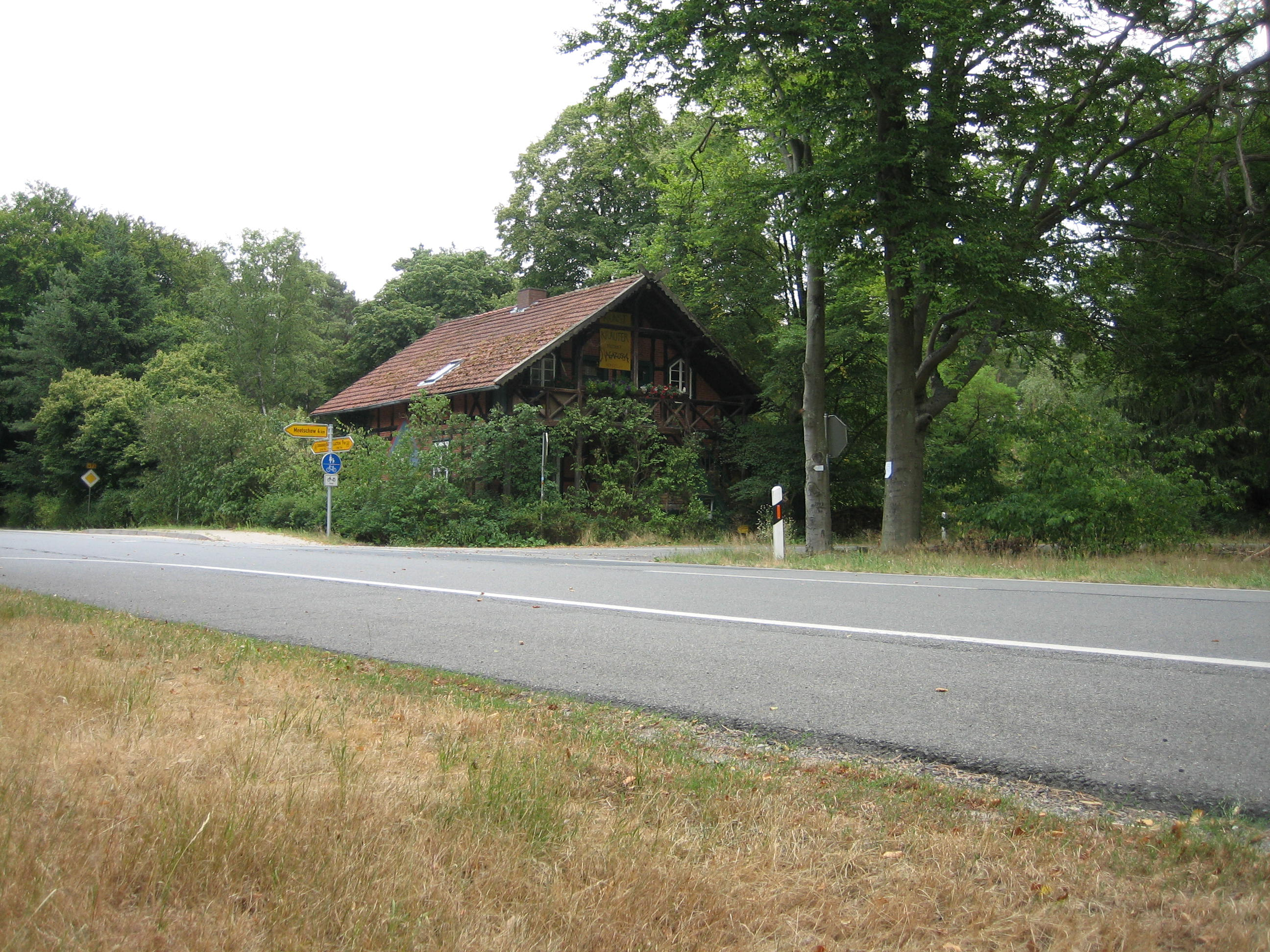
Die Enklave Rondel

Gartow ist ein gemeindefreies Gebiet im Landkreis Lüchow-Dannenberg. Es hat eine Fläche von 50,94 km² und grenzt im Gegenuhrzeigersinn im Norden an die Gemeinden Gartow und Gorleben, im Westen an die Gemeinde Trebel und im Süden an die Gemeinde Prezelle des gleichen Landkreises. Im Süden und Südosten grenzt es an die Landkreise Altmarkkreis Salzwedel und Landkreis Stendal des Bundeslandes Sachsen-Anhalt.
Das gemeindefreie Gebiet ist unbewohnt. Die innerhalb des Gebietes liegenden bewohnten Enklaven Siedlung Prezelle und Wirl sind Teile der Gemeinde Prezelle. Die Enklaven Falkenmoor, Rondel und Rucksmoor sind Teil der Gemeinde Gartow.

## Geschichte
1975 vernichtete der Brand in der Lüneburger Heide über 5000 Hektar Wald im Gebiet der Gartower Tannen. Auf Teilen des abgebrannten und nicht wieder aufgeforsteten Waldes entstand die Nemitzer Heide.